# Monjasa Park
Monjasa Park – stadion piłkarski we Fredericii, w Danii. Został otwarty 2 września 2006 roku. Może pomieścić 6000 widzów. Swoje spotkania rozgrywają na nim piłkarze klubu FC Fredericia.
Budowa stadionu rozpoczęła się w grudniu 2005 roku, a jego otwarcie miało miejsce 2 września 2006 roku. Obiekt stanął tuż obok kompleksu hal sportowych Fredericia Idrætscenter. Od południowej strony stadion posiada zadaszoną trybunę oferującą 1400 miejsc dla widzów, z pozostałych stron boisko otaczały ziemne nasypy. Całkowita pojemność obiektu wynosiła 4000 widzów (10 000 w przypadku koncertów). Swoje spotkania na arenie rozgrywają piłkarze klubu FC Fredericia, którzy wcześniej występowali na starym Fredericia Stadion przy ulicy Baldersvej. W 2008 roku przed wejściem na obiekt ustawiono posąg z lwem, przeniesiony sprzed dawnego stadionu. W 2009 roku ze względów sponsorskich obiektowi nadano nazwę Monjasa Park. Stadion wyposażony jest w sztuczne oświetlenie, a od 2018 roku także w podgrzewaną murawę. W latach 2020–2021 wybudowano nową trybunę od strony północnej, która powiększyła pojemność obiektu do 6000 widzów.